# 品種 (分類学)
| 種(species)より下位の分類群(infraspecific taxon)                           |
| -------------------------------------------------------------------------- |
| ←上位 亜種(subsp.) 変種(var.) 亜変種(subvar.) 品種(f.) 亜品種(subf.) 下位→ |

品種（ひんしゅ、ラテン語: forma フォールマ、英語: form フォーム、省略形: f.）は国際藻類・菌類・植物命名規約によって定められた、種より下位の分類階級の一つ、および、その階級に属するタクソンである。

## 概要
変種（亜変種）の下位に位置し、品種より下位に亜品種（あひんしゅ、ラテン語: subforma スブフォールマ、英語: subform サブフォーム、省略形: subf.）が置かれうる。
尚、亜種より下位の分類階級は品種を含め国際動物命名規約・国際原核生物命名規約では認められておらず、専ら植物学のみで使われる用語である。
自然（野生）状態で、形態などにおいてははっきりと区別できるものの、同じ地域の同種個体群とは生殖的に隔離されていない個体群を指す。多くの顕花植物に見られる白花品などはこのように扱われる。
しかしながら、表現型が類似していても、分子系統学上においても近縁であるとは限らないため、単系統群のみをタクソンとして認める立場からは使用されず、既に発表された学名は異名扱いされる事が多い。
学名の命名例（イザヨイバラの品種ヒメサンショウバラ）
- Rosa roxburghii f. normalis[3]

特定の種の下位分類であることを示すため、属名と種小名は必須である（二名法）。
上位の階級の形容語（ここでは種小名）と品種の形容語との間に品種階級であることを表す接続語を用いる。
接続語は「forma(form)」の省略形「f.」を使うことが推奨されるが、省略せずに使うこともある。これはイタリック体ではなく立体活字である。